# Đảng Cộng sản Đại Anh
Đảng Cộng sản Đại Anh (viết tắt: CPGB - tên đầy đủ tiếng Anh là: Communist Party of Great Britain) là một đảng chính trị theo đường lối cộng sản chủ nghĩa có quy mô lớn nhất trên toàn cõi nước Anh, tồn tại từ năm 1920 đến năm 1991. Năm 1991, do ảnh hưởng bởi sự sụp đổ của Liên Xô và các nước Đông Âu, Đảng Cộng sản Anh đã tự giải thể và vẫn tồn tại với vài nhóm nhỏ hiện nay.

## Thành lập
Sau khi Quốc tế thứ III bế mạc, và sau đó là sự kiện thành lập Liên Xô, trong kế hoạch của Liên Xô thời đó, lãnh tụ VI.Lê nin muốn lập ra các đảng cộng sản trên khắp thế giới. Bối cảnh đó tác động dẫn đến sự thành lập Đảng Cộng sản Anh vào năm 1920. Ban đầu có mục tiêu tạo ra cách mạng xã hội chủ nghĩa ở Anh với phương thức vận động để thay nền dân chủ đại nghị viện bằng nhà nước xã hội chủ nghĩa. Đảng Cộng sản Anh vào những năm 1950 gần như đi theo chủ nghĩa Stalin.
Danh sách các Tổng thư ký của Đảng Cộng sản Anh qua các nhiệm kỳ:
- Năm 1920: Albert Inkpin
- Năm 1929: Harry Pollitt
- Năm 1939: Rajani Palme Dutt
- Năm 1941: Harry Pollitt
- Năm 1956: John Gollan
- Năm 1975: Gordon McLennan
- Năm 1989: Nina Temple

## Hoạt động và tài chính
Hoạt động chính của Đảng diễn ra tại ngôi nhà ở 16 đường King Street, Luân Đôn từng là trụ sở của đảng trong những năm vinh quang, địa điểm này ngày nay là chi nhánh của ngân hàng HSBC tại khu vực mua sắm dành cho khách hàng tại khu Covent Garden, Luân Đôn. Ngay sau Đại chiến Thế giới lần thứ hai, có tới 60.000 công dân Anh mang thẻ Đảng Cộng sản, Đảng cũng đã có hai dân biểu trong Quốc hội Anh. Tuy vậy Đảng chưa hình thành được phong trào quần chúng rộng khắp như ở Ý hoặc Pháp vào thời điểm đó.

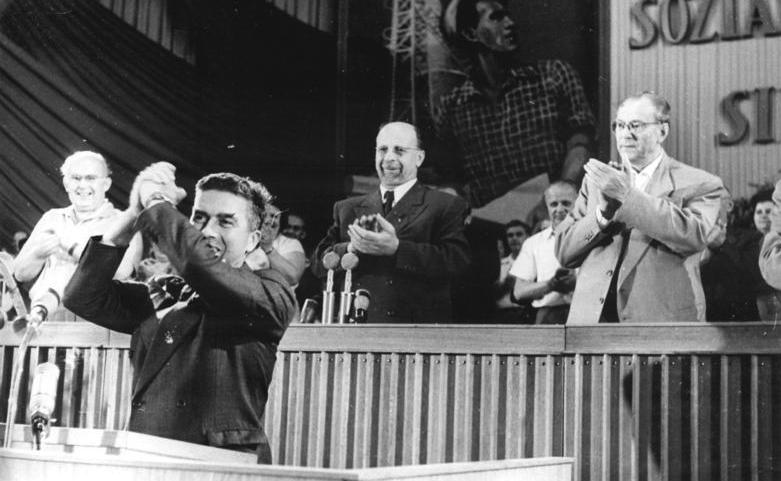
Toàn cảnh một Đại hội của Đảng diễn ra vào năm 1958.

Về tài chính, Đảng Cộng sản Anh cũng hoạt động khá mạnh, bên cạnh các vận động chính trị, họ cũng tham gia các hoạt động kinh tế và có những thời điểm ăn nên làm ra, tuy vậy có ý kiến cho rằng kinh phí hoạt động của Đảng là do tài trợ từ Liên Xô, kể cả căn nhà ở King Street, cũng được cho là mua bằng tiền do Liên Xô bí mật gửi tới. Trong khoảng thời gian từ năm 1956 tới cuối những năm 1970, Đảng Cộng sản Anh đã được Liên Xô bí mật tài trợ theo hình thức số tiền được chuyển tới dưới dạng từng gói tiền mặt được quan chức đại sứ quán Liên Xô trao tay cho ông Reuben Falber Phó tổng bí thư Đảng và các khoản tiền từ Liên Xô đã được tiêu hết từ lâu, trước khi Đảng Cộng sản Anh chấm dứt hoạt động.
Những cựu Đảng viên cho rằng chính giá trị bất động sản tư bản chủ nghĩa tại Luân Đôn đã làm tăng thu nhập của đảng, nhất là tình trạng lạm phát đẩy giá trị của các bất động sản đó. Đảng Cộng sản Anh cũng đã có những đấu tranh pháp lý để chống lại nhà cầm quyền liên quan đến vấn đề kinh tế và sở hữu. Các cơ sở kinh doanh liên quan tới Đảng thường có cơ cấu sở hữu theo kiểu không rõ ràng để tránh không bị chính phủ tịch thu khi chính phủ Anh coi đảng là kẻ thù của chế độ và giám sát hoạt động của họ một cách chặt chẽ.
Để có kinh tế cho các hoạt động chính trị, Đảng cũng đã tổ chức mạng lưới khá phức tạp các doanh nghiệp họ quản lý, bao gồm cả một hãng du lịch nay là công ty Tours Progressive, chuyển tổ chức các chuyến lữ hành sang vùng Đông Âu hậu cộng sản, sở hữu một trại hè cho thanh thiếu niên ở Essex. Một công ty sản xuất và bán áo T-shirt nay là hãng Sputnik Enterprises chuyên làm về áo phông với chủ đề hoài niệm thời Xô Viết (retro-chic Soviet fashion), một nhà xuất bản và một cửa hàng bán bánh kẹp ở Slough hiện đã ngừng kinh doanh, được trả lại cho chủ sở hữu tư nhân và dồn vào với công ty Rodell Properties Ltd. Đến nay, phần lớn các công ty này đều là cơ sở kinh doanh nhỏ, hoạt động cầm chừng.
Vào năm 1956, có nhiều Đảng viên Đảng cộng sản Anh đã tự rời khỏi hàng ngủ của Đảng này để phản đối việc Liên Xô can thiệp vào Hungary. Từ đây, phương hướng của Đảng ngày càng ít lệ thuộc hơn vào Liên Xô cho dù họ vẫn nhận tiền tài trợ kín từ Liên Xô, phương châm của Đảng chuyển sang Tập trung vào vận động quần chúng trong giới nghiệp đoàn và thúc đẩy đảng Lao động nghiêng về phía cánh tả.
Sau đó khi tình hình khó khăn, Đảng đã bán trụ ở 16 King Street cho một đại lý vàng, với lợi nhuận trị giá tới khoảng từ 2,5 triệu đến 4 triệu bảng Anh tại thời điểm đó. Số tiền này một công ty mang tên Rodell Properties Ltd do ông Stuart Hill, một cựu Đảng viên và một trong các nhà cải cách thuộc phái Cộng sản châu Âu, hiện là giám đốc của công ty này đang nắm giữ. Khoản tiền này được sử dụng để tài trợ cho một chiến dịch nhằm thay đổi hệ thống bầu cử của Anh sang cách thức Bỏ phiếu Thay thế (Alternative Vote). Đến ngày nay tài sản của Đảng, phần vẫn còn tồn tại, được tổ chức điều hành nó sử dụng vào việc thúc đẩy dân chủ và nhân quyền.

## Mâu thuẫn và tan rã
Sau đó, trong Đảng dã diễn ra quá trình tan vỡ nội bộ trong khoảng thập niên 1970-80 vì xung khắc hai phái bảo thủ (hay còn gọi là xe tăng) và phái "tiến bộ" (Euro-communists theo hướng chấp nhận đa nguyên chính trị). Cho tới năm 1976, khi phải bán đi căn nhà ở King Street thì Đảng Cộng sản Anh Quốc đã suy giảm nặng nề. Bị chia rẽ bởi những tranh chấp phe phái và con số thành viên giảm mạnh, đảng chỉ tiếp tục hoạt động rất yếu ớt tới năm 1991.
Và cùng sự sụp đổ của chủ nghĩa cộng sản trên khắp vùng Đông Âu, lãnh đạo đảng quyết định chấm dứt hoạt động của tổ chức này. Đảng chính thức giải tán Đảng năm 1991 sau một cuộc bỏ phiếu khi hệ thống cộng sản sụp đổ ở Đông Âu. Đảng Cộng sản nước Anh (CPB), phái tách ra từ CPGB trong thập niên 1980, vẫn tồn tại với vài nhóm nhỏ.
Khi CPGB chấm dứt hoạt động, tài sản của đảng được chuyển sang cho một tổ chức mới, đảng Cánh tả Dân chủ (Democratic Left), được thành lập để thúc đẩy chi nhánh tiến bộ chính trị được giới lãnh đạo đảng thông qua trong những ngày cuối cùng của đảng. Và khi đảng Cánh tả Dân chủ thất bại và không thu hút được công chúng, một tổ chức mang tên Mạng lưới Chính trị Mới (New Politics Network) được thành lập, sau đó tổ chức này cùng với nhóm vận động dân chủ Hiến chương 88 sau đó sáp nhập và trở thành tổ chức mang tên Tháo gỡ Dân chủ (Unlock Democracy).

## Một số thành viên tiêu biểu
| - David Aaronovitch - Sam Aaronovitch - Kingsley Amis - R. Page Arnot - George Alfred Barnard - Joan Beauchamp - Kay Beauchamp - Tom Bell - Leila Berg - J. D. Bernal - Bill Bland - Anthony Blunt - Jim Bollan - Edith Bone - Bessie Braddock - Noreen Branson - Peter Brearey - Maurice Brinton - Beatrix Campbell - J.R. "Johnny" Campbell - Christopher Caudwell - Bernard Coard - Ken Coates - Robert Conquest - John Cornford - Maurice Cornforth - Bob Crow - Jack Dash - Edmund Dell - George Derwent Thomson - Rajani Palme Dutt | - Stewart Farrar - Peter Fryer - Gerry Gable - Willie Gallacher - David Gascoyne - J. B. S. Haldane - Kevin Halpin - Wal Hannington - Jock Haston - Denis Healey - Gerry Healy - Eric Heffer - Margot Heinemann - Mike Hicks - Jim Higgins - Christopher Hill - Jeanne Hoban - Eric Hobsbawm - David Holbrook - Albert Inkpin - T.A. "Tommy" Jackson - Lewis Jones - Pat Jordan - Luke Kelly - Helena Kennedy - Pieter Keuneman - James Klugmann - Charles Lahr - John Lawrence - Sanzo Nosaka | - Doris Lessing - John Lewis - Jack Lindsay - James Litterick - Ewan MacColl - Hugh MacDiarmid - Arthur MacManus - Mick McGahey - Claude McKay - Harry McShane - Cecil L'Estrange Malone - John Manifold - Tom Mann - Carl Marzani - William Mellor - Iris Murdoch - J.T. "Jack" Murphy - Alex Murray - Andrew Murray - A. L. Morton - David Nicholson - Walton Newbold - Sylvia Pankhurst - William Paul - Wogan Philipps - Phil Piratin - Peter Polish - Harry Pollitt - Raymond Postgate - Annie Powell - Tom Quelch - Jimmy Reid - John Reid - Al Richardson | - Edgell Rickword - Michael Roberts - Andrew Rothstein - William Rust - Shapurji Saklatvala - Raphael Samuel - John Saville - Hugh Scanlon - Alfred Sherman - Derek Simpson - Cliff Slaughter - Sue Slipman - John Maynard Smith - Michael John Smith - Ken Sprague - Hedi Stadlen - Randall Swingler - Tilda Swinton - A. J. P. Taylor - E. P. Thompson - Alan Thornett - Dona Torr - Philip Toynbee - David Triesman - Edward Upward - Freda Utley - Harry Wicks - Ellen Wilkinson - Raymond Williams - Tom Wintringham - Robert Wyatt |